# Pouilly-sous-Charlieu
Pouilly-sous-Charlieu és un municipi francès situat al departament del Loira i a la regió d'Alvèrnia-Roine-Alps. L'any 2007 tenia 2.646 habitants.

## Demografia

### Població
El 2007 la població de fet de Pouilly-sous-Charlieu era de 2.646 persones. Hi havia 1.154 famílies de les quals 348 eren unipersonals (124 homes vivint sols i 224 dones vivint soles), 397 parelles sense fills, 341 parelles amb fills i 68 famílies monoparentals amb fills.
La població ha evolucionat segons el següent gràfic:
Habitants censats

### Habitatges
El 2007 hi havia 1.296 habitatges, 1.173 eren l'habitatge principal de la família, 24 eren segones residències i 99 estaven desocupats. 956 eren cases i 252 eren apartaments. Dels 1.173 habitatges principals, 748 estaven ocupats pels seus propietaris, 403 estaven llogats i ocupats pels llogaters i 22 estaven cedits a títol gratuït; 86 tenien una cambra, 68 en tenien dues, 210 en tenien tres, 361 en tenien quatre i 448 en tenien cinc o més. 815 habitatges disposaven pel capbaix d'una plaça de pàrquing. A 499 habitatges hi havia un automòbil i a 471 n'hi havia dos o més.

### Piràmide de població
La piràmide de població per edats i sexe el 2009 era:
| Homes | Edats   | Dones |
| ----- | ------- | ----- |
| 0     | 95 o +  | 4     |
| 8     | 90 a 94 | 20    |
| 17    | 85 a 89 | 21    |
| 16    | 80 a 84 | 32    |
| 66    | 75 a 79 | 91    |
| 80    | 70 a 74 | 78    |
| 69    | 65 a 69 | 77    |
| 65    | 60 a 64 | 85    |
| 65    | 55 a 59 | 69    |
| 95    | 50 a 54 | 103   |
| 109   | 45 a 49 | 91    |
| 110   | 40 a 44 | 118   |
| 86    | 35 a 39 | 95    |
| 63    | 30 a 34 | 52    |
| 85    | 25 a 29 | 96    |
| 73    | 20 a 24 | 44    |
| 99    | 15 a 19 | 126   |
| 68    | 10 a 14 | 97    |
| 61    | 5 a 9   | 77    |
| 66    | 0 a 4   | 35    |

## Economia
El 2007 la població en edat de treballar era de 1.585 persones, 1.142 eren actives i 443 eren inactives. De les 1.142 persones actives 1.021 estaven ocupades (554 homes i 467 dones) i 121 estaven aturades (43 homes i 78 dones). De les 443 persones inactives 160 estaven jubilades, 126 estaven estudiant i 157 estaven classificades com a «altres inactius».

### Ingressos
El 2009 a Pouilly-sous-Charlieu hi havia 1.151 unitats fiscals que integraven 2.635,5 persones, la mediana anual d'ingressos fiscals per persona era de 16.286 €.

### Activitats econòmiques
Dels 157 establiments que hi havia el 2007, 2 eren d'empreses extractives, 7 d'empreses alimentàries, 19 d'empreses de fabricació d'altres productes industrials, 23 d'empreses de construcció, 39 d'empreses de comerç i reparació d'automòbils, 3 d'empreses de transport, 10 d'empreses d'hostatgeria i restauració, 1 d'una empresa d'informació i comunicació, 4 d'empreses financeres, 8 d'empreses immobiliàries, 20 d'empreses de serveis, 11 d'entitats de l'administració pública i 10 d'empreses classificades com a «altres activitats de serveis».
Dels 45 establiments de servei als particulars que hi havia el 2009, 1 era una oficina de correu, 1 una oficina bancària, 7 tallers de reparació d'automòbils i de material agrícola, 1 taller d'inspecció tècnica de vehicles, 4 paletes, 1 guixaire pintor, 5 fusteries, 4 lampisteries, 4 electricistes, 1 empresa de construcció, 4 perruqueries, 3 veterinaris, 6 restaurants, 1 agència immobiliària i 2 salons de bellesa.
Dels 17 establiments comercials que hi havia el 2009, 1 era una botiga de més de 120 m², 2 botiges de menys de 120 m², 4 fleques, 2 carnisseries, 2 llibreries, 1 una botiga de roba, 1 una sabateria, 1 una botiga d'electrodomèstics, 1 un drogueria i 2 floristeries.
L'any 2000 a Pouilly-sous-Charlieu hi havia 24 explotacions agrícoles que ocupaven un total de 1.140 hectàrees.

## Equipaments sanitaris i escolars
El 2009 hi havia 1 farmàcia i 1 ambulància.
El 2009 hi havia 1 escola maternal i 1 escola elemental.

## Poblacions més properes
El següent diagrama mostra les poblacions més properes.